# بحران نفتی سال ۱۹۷۳
بحران نفت ۱۹۷۳ در اکتبر سال ۱۹۷۳، هنگامی شروع شد که اعضای اوپک یا سازمان کشورهای صادرکننده نفت (به خواست کشورهای عربی عضو اوپک)، ممنوعیت و تحریم فروش نفت را اعلام کردند. با پایان یافتن تحریم‌ها در مارس سال ۱۹۷۴، قیمت نفت از بشکه‌ای ۳ دلار به حدود ۱۲ دلار افزایش پیدا کرد. بحران نفت یا به عبارتی شوک نفتی تأثیرات و عواقب کوتاه‌مدت و بلندمدت بسیاری را روی سیاست‌های جهانی و نیز اقتصاد جهانی گذاشت که سپس با نام نخستین شوک نفتی خوانده شد که در ادامه بحران انرژی ۱۹۷۹ (با وقوع انقلاب اسلامی در ایران) نیز دومین شوک نفتی نام گرفت.

## خلاصه
تحریم پاسخی به دخالت آمریکا در جنگ یوم کیپور در سال ۱۹۷۳ بوده‌است. ۶ روز پس از آن مصر و سوریه کمپین نظامی علیه اسرائیل را تأسیس کردند تا مرزهای از دست داده شده در جنگ ۶ روزه در ماه جون سال ۱۹۶۷ را دوباره به‌دست بیاورند و پس بگیرند که در این اقدام آمریکا به اسرائیل کمک‌های نظامی می‌کرد. در پاسخ به این عمل، اپک تحریم علیه کانادا، ژاپن، هلند، بریتانیا و آمریکا را مطرح کردند.
بحران تأثیر مهمی را روی روابط بین‌الملل گذاشت و از هم‌گسیختگی‌ای را در ناتو پدیدآورد. برخی از کشورها و ملت‌های اروپایی و ژاپن خود را از سیاست‌های خارجی اتخاذی آمریکا در خاورمیانه جدا کردند. تولیدکننده‌های نفتی غرب هرگونه سیاست آینده که منجر به صلح در بین متحاربین و جنگ طلبان بود را یکپارچه نمود. بر همین اصل، مدیران و وزرای نیکسون مذاکرات چند جانبه و چند منظوره‌ای را با جنگ‌کننده‌ها و محارب به انجام رساندند. آن‌ها برنامه‌ریزی کردند تا اسرائیل از شبه جزیره سینا و ارتفاعات گولان عقب‌نشینی کند. در ۱۸ ژانویه سال ۱۹۷۴ وزیر امور خارجه آمریکا، هنری کسینجر با ارتش و نظامیان اسرائیل مذاکراتی را مبنی بر صرف نظر کردن از بخش‌هایی از شبه جزیره سینا را به انجام رساند. تفاهم نامه و توافق مذاکره شده بین اسرائیل و سوریه برای تولیدکننده‌های نفت عربی کافی بود تا در سال ماه مارس ۱۹۷۴ تحریم‌ها را بردارند.

گراف قیمت نفت از سال ۱۹۶۱ تا ۲۰۰۷ نشان دهنده افزایش زیاد قیمت در سال ۱۹۷۳ است و دوباره در طول سال ۱۹۷۹ بحران نفت و انرژی پدیدار می‌شود. خط نارنجی رنگ نشان دهنده میزان تورم است.

به‌طور آزادانه، اعضای اپک در استفاده از قدرت نفوذی خود در زمینه قیمت جهانی نفت موافقت کردند تا به وسیلهٔ آن بالا بردن قیمت جهانی نفت بعد از شکست‌های اخیر مذاکرات با شرکت‌های نفتی غربی درآمد حاصله از نفت را ثابت و استوار نمایند.
تحریم دقیقاً در زمان افزایش مصرف نفت و گاز توسط کشورهای صنعتی (صنعتی شده) اتفاق افتاد و با افزایش بسیار زیاد واردات نفتی توسط بزرگترین مصرف‌کننده نفت در جهان یعنی آمریکا هم‌زمان شد.
اثرات بعدی قرار دادن کشورهای در حیطه تابعیت و وابستگی به آن‌ها بود که سیاست‌های متعدد و گسترده‌ای را در بر می‌گرفت. شک قیمت نفت در سال ۱۹۷۳ که با شکاف اقتصادی و بازار بورس در بین سال‌های ۱۹۷۳ و ۱۹۷۴ همراه بود به عنوان اولین رویداد گسسته تلقی می‌شده‌است چرا که تأثیرات اقتصادی مداوم و پیوسته‌ای را به عنوان «افسردگی بزرگی» دربرداشته‌است. موفقیت و پیروزی تحریم، قدرت اقتصادی و دیپلماسی عربستان سعودی را نشان می‌دهد. این کشور بزرگترین صادرکننده نفت و از لحاظ سیاسی و منطقه‌ای بزرگترین پادشاهی محافظه کار باشد.

## پیشینه

### رکود و کاهش تولید نفت آمریکا
در سال ۱۹۷۰، تولید نفت کشور آمریکا شروع به رکود نمود کهاین وخامت از جمله تأثیرات تحریم بوده‌است. بر همین اساس، نیکسون یا همان جیمز آکین (James Akins) که به عنوان سفیر آمریکا در عربستان مشغول به کار بود به عنوان بازرس میزان و ظرفیت تولید نفت آمریکا گماشته شد. نتایج محرمانه نوعی اخطار به‌شمار می‌رفتند- ظرفیت اضافه موجود نبود و تولید همچنان رو به نزول بود.

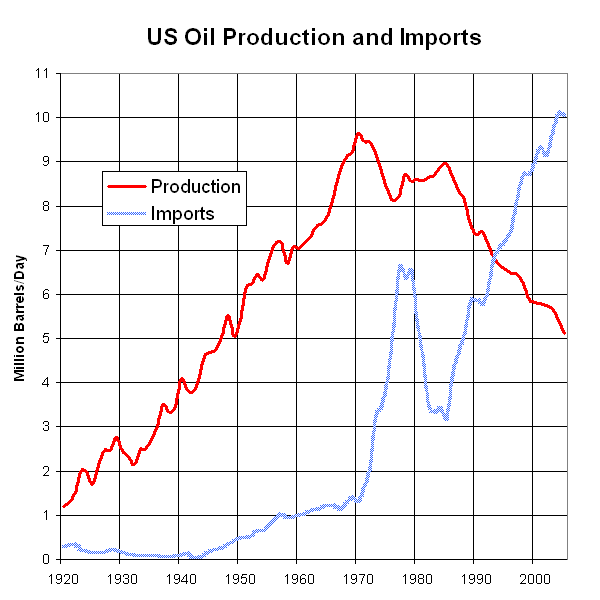
تولید نفت آمریکا و میزان واردات. همان‌طور که دیده می‌شود اوج واردات از زمان پیک آمریکا شروع شده که به نوعی به آن تحریم می‌گویند تقریباً تأثیری نداشته‌است.

براساس یافته‌های آکین (Akins)، تحریم نفت در محدود شدن میزان عرضه هیچ تأثیری نداشته‌است.

### اوپک
سازمان کشورهای صادرکننده نفت و گاز (OPEC) مرکب از ۱۲ کشور است که شامل ایران، ۷ کشور عربی از جمله عراق، کویت، لیبی، قطر، عربستان سعودی و امارات بعلاوه ونزوئلا، اندونزی، نیجریه و اکوادور است که در کنفرانس شهر بغداد در روز ۱۴ سپتامبر سال ۱۹۶۰ شکل گرفت. اوپک برای مقابله با فشار ایجاد شده توسط هفت خواهران (هفت شرکت نفتی بزرگ غرب) ایجاد شد تا قیمت نفت را تثبیت کند.
در ابتدا، اوپک به عنوان تخفیف دهنده غیررسمی برای کشورهای جهان سوم که منابع غنی نفتی دارند، فعالیت می‌کرده‌است. سپس فعالیت‌های خود را محدود نمود تا سهم بیشتری از سود ایجاد شده توسط شرکت‌های نفتی را بخود اختصاص دهد و بتواند کنترل بیشتری روی میزان سطح تولید اعضا را داشته باشد. در اوایل دهه ۱۹۷۰، قدرت میانی و اقتصادی آغاز به فعالیت کردند: شرکت‌های نفتی و کشورهای واردکننده نفت ناگهان با اتحاد یکپارچه صادرکنندگان مواجه شدند.

### پایان توافق‌نامه برتون وود (Bretton Woods)
در ۱۵ اوت سال ۱۹۷۱، ایالات متحده آمریکا از توافق‌نامه برتون وود به‌طور کلی کناره‌گیری کرد. آمریکا استاندارد تبادل طلا را رها کرد درحالیکه ارزش دلار در همین اثنا به قیمت طلا رسید و تمامی واحدهای پولی و ارزی دیگر به قیمت دلاری رسیدند که ارزشش حالت شناور گرفت یعنی براساس تقاضای بازار حالت صعودی و نزولی پیدا کرد. به سرعت بعد از آن بریتانیا هم اینکار را پیروی کرد و پوند را به حالت شناور رساند. ملت‌ها و کشورهای صنعتی شده دیگر از این امر به‌طور نسبی دربارهٔ ارز خود پیروی کردند. چنین پیش‌بینی می‌شود که ارزش ارز به‌طور غیرقابل پیش‌بینی ای برای مدتی دچار نوسان می‌شود، کشورها و ملت‌های صنعتی شده، میزان پس‌انداز ارزی خود را (توسط ارتقاء و افزایش عرضه و مصرف پول) نسبت به قبل چند برابر افزایش دادند. نتایج حاصل از این کار باعث بی‌ارزش شدن دلار و واحد ارزی کشورهای صنعتی دیگر شد، چون قیمت نفت به دلار بود در نتیجه درآمد واقعی و حقیقی تولید نفت نیز کاهش پیدا کرد. در سپتامبر سال ۱۹۷۱، اوپک در بیانیه مشترک اعلام داشت از این به بعد آن‌ها قیمت نفت را براساس قیمت ثابت شده طلا تعیین خواهند کرد.
این امر منجر به شوک نفتی شد. بعد از سال ۱۹۷۱، اوپک تعدیل قیمت نفت را آرامتر کرد تا امر بی‌ارزش شدن قیمت‌ها صورت گیرد. از سال ۱۹۴۷ تا سال ۱۹۶۷، قیمت نفت به دلار تا حدود ۲ درصد در هر سال ارتقاء پیدا کرد. تا زمان شوک نفتی، این قیمت تاحدی در مقایسه با واحدهای ارزی دیگر و قیمت متعادل دلار، ثابت باقی ماند، وزرای اوپک برای به روزرسانی قیمت براساس تغییرات وضعیت بازارهیچگونه مکانیزم مؤسساتی را در نظر نگرفتند، در نتیجه درآمد حقیقی آن‌ها تاحدی کاهش یافت. قیمت نفت به دوران سال‌های ۱۹۷۳ تا ۱۹۷۴ رسید و درآمدهای حاصله به سطح برتون وود رسید که هم سطح موارد دیگر همچون طلا رسید.

### جنگ یوم‌کیپور
در ششم اکتبر سال ۱۹۷۳، سوریه و مصر با حمایت دیگر کشورهای عربی ، در مقدس‌ترین روز یهودیان یعنی عیدیوم کیپور اقدام به یورشی ناگهانی ،  به مرزهای اسرائیل کردند. این حمله دشمنی مجدد بین اعراب و یهودی‌ها را دربرداشت که منجر به فشار اقتصادی روی قیمت نفت شد. در همان زمان، ایران به عنوان دومین صادرکننده نفت و نیز هم پیمان آمریکا محسوب می‌شد. در سال ۱۹۷۳، شاه ایران به روزنامه نیویورک تایمز گفت: «البته که قیمت جهانی نفت در حال رشد و افزایش است… قطعاً! و چطور…؛ شما به عنوان ملت غربی قیمت گندمی را که به ما می‌فروشید را تا ۳۰۰٪ افزایش می‌دهید که این امر دربارهٔ شکر و سیمان هم صدق می‌کند. شما نفت خام را می‌خرید و دوباره آن را به عنوان فراورده پتروشیمی با قیمتی چندین برابر آنچه پرداخت کرده‌اید به ما مجدداً می‌فروشید…؛ از حالا به بعد فقط درصورتی که بهای بیشتری برای نفت بپردازید این امر منصفانه می‌شود، آنهم ده برابر بیشتر.»
در ۱۲ اکتبر سال ۱۹۷۳، رئیس جمهور آمریکا ریچارد نیکسون، قانون نیکل گراش را تصویب کرد تا به وسیلهٔ هواپیماهای ترابری به اسرائیل اسلحه و تسلیحات برساند چرا که اتحادیه جماهیر شوروی به سوریه و مصر نیرو اعزام کرده بود.
در ۱۶ اکتبر سال ۱۹۷۳ در پاسخ به کمک‌های آمریکا به اسرائیل، اوپک قیمت نفت را تا ۷۰ درصد ارتقاء بخشید و قیمت نفت  به بشکه‌ای ۵٫۱۱ دلار رسید و در ادامه روز، وزرای نفت با تحریم موافقت کردند و تولید نفت را از ماه سپتامبر ۵ درصد کاهش دادند و این روند ۵ درصدی کاهش تولید را به‌طور فزاینده ای ادامه دادند تا به اهداف سیاسی و اقتصادی خود دست پیدا کنند. در ۱۹ اکتبر، نیکسون از کنگره درخواست نمود تا کمک ۲٫۲ میلیارد دلاری به اسرائیل را که شامل ۱٫۵ میلیارد دلار بود را یکجا به او بدهند. جورج لنکووزکی (George Lenczowski) در یادداشتی چنین نوشت: "تسلیحات نظامی از اشتیاق نیکسون برای جلوگیری کردن از انهدام و فروپاشی اسرائیل نکاست… این ۲٫۲ میلیارد دلار پاسخ جمعی اوپک را دربرداشت. لیبی فوراً اعلام کرد که این امر منجر به تحریم ارسال نفت به آمریکا می‌شود. عربستان و دیگر تولیدکنندگان نفت عربی ابراز داشتند که تحریم را دوباره در تاریخ ۲۰ اکتبر سال ۱۹۷۳ شروع خواهند کرد. در اجلاس کویت، اوپک دربارهٔ تحریمی صحبت کرد که جلوی صادرات نفت را به کشورهای مختلف خواهد گرفت و تمامی نفت‌های در حال تحویل به آمریکا را تحت عنوان "اصول و قوانین دشمنی کشور" بلوکه خواهد کرد."
افزایش قیمت نفت هم همچنین نوعی تحمیل بود. تقاضای فوری برای نفت با افزایش قیمت تاحدی افت نمود زیرا تقاضای کوتاه مدت نفت غیرقابل انعطاف شده بود؛ بنابراین قیمت بازار از ۳ دلار برای هر شبکه به ۱۲ دلار افزایش یافت تا تقاضا برای سطوح تازه و پایین‌تر تسلیحات را کاهش دهد. سیستم مالی جهان که تحت تأثیر و فشار شکستن توافق‌نامه برتون وود بود، مسیر بحران اقتصادی و تورم را دنبال کرد که این امر تا اوایل دهه ۱۹۸۰ با ادامه روند ره به رشد قیمت نفت تا سال ۱۹۸۶ پابرجا بود.

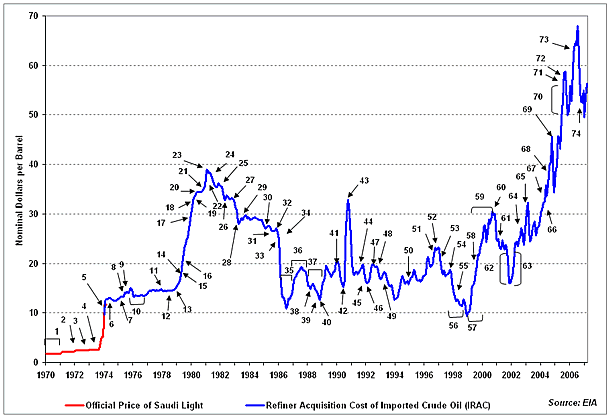
قیمت نفت در طول تحریم. این گراف و خط براساس داده‌های عددی بوده و به هیچ عنوان واقعی نبودند و همچنین نمایانگر قیمت نفت و افزایش قیمت در انتها است. همچنین، تأثیرات تحریم نفت توسط اعراب به وضوح آورده شده‌است که به‌طور مؤثری قیمت واقعی نفت خام را در سطح پالایشگاهی دو برابر کرده‌است که باعث کمبود انبوهی از نفت در آمریکا شده.

در طی طولانی مدت، تحریم نقت طبیعت سیاست را در غرب نسبت به اکتشاف افزایش یافته، تحقیق مختلف انرژی، ذخیره انرژی و سیاست محدود پولی را به همراه داشت تا بدین به وسیلهٔ با تورم بهتر بجنگند.

## تأثیرات اقتصادی آنی و فوری

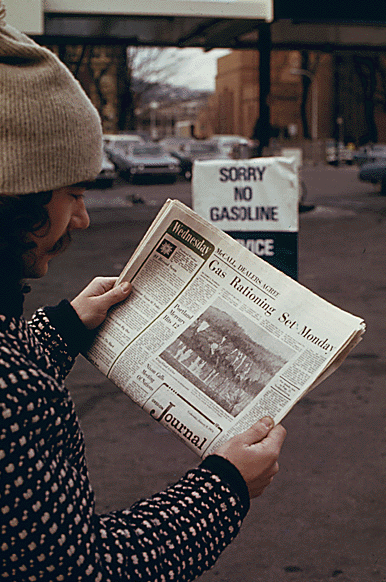
یک مرد در ایستگاه خدمت‌رسانی دربارهٔ سیستم سهم دهی گاز و بنزین در روزنامه بعد از مطلبی می‌خواند؛ علامت پیش زمینه بیانگر این است که هیچ بنزین و گازی در دسترس نمی‌باشد.

تأثیرات تحریم بسیار آنی و فوری بود. اوپک شرکت‌های نفتی را مجبور نمود تا شدیداً پرداخت‌ها را افزایش دهند. قیمت نفت در سال ۱۹۷۴، ۴ برابر شد و رسید به بشکه‌ای ۱۲ دلار.
این افزایش قیمت تأثیرات دراماتیکی روی کشورهای صادرکننده نفت، کشورهای خاورمیانه داشت که سال‌ها تحت سلطه قدرت‌های اقتصادی جهان بودند که کنترل کالاهای حیاتی را در دست داشتند. کشورهای صادرکننده نفت شروع جمع‌آوری ثروت و دارایی انبوه شدند.
برخی از درآمدها به شکل کمک به کشورهای در حال توسعه فرستاده می‌شد که اقتصادشان بین قیمت بالای نفت و قیمت کم کالاهای صادراتی اشان و تقاضای غرب گیر کرده‌اند. اما اکثر این مبالغ حاصل از این درآمدها برای خریدهای نظامی اختصاص یافته که تنش‌های سیاسی به ویژه در خاورمیانه را وخیم تر می‌کند. عربستان سعودی بیش از ۱۰۰ میلیارد دلار را برای دهه‌های متعدد به ترویج و تفسیر دین اسلام بعنوان وهابیون در کل دنیا پرداخته‌است که این امر توسط جدول‌های دینی مانند پایه‌های حرام انجام شده‌است که اغلب بودجه‌ای را برای مبارزه با گروه‌های تندروی سنی مانند القاعده و طالبان اختصاص می‌دهند.
کنترل نفت به عنوان اسلحه نفتی شناخته می‌شود که به شکل تحریم و کم کردن تولید از جانب کشورهای عربی انجام می‌شود. این اسلحه در برابر آمریکا، انگلستان، کانادا، ژاپن و هلند استفاده می‌شود. ایندولت‌های مورد حمله چنین درک می‌کنند که هدف آن‌ها کشاندن آن‌ها به سمت موقعیت عربی و عرب طلبی است. تولیدات سرانجام تا ۲۵٪ درصد کاهش یافت. با این وجود، کشورهای تحت تأثیر تغییرات سیاسی دراماتیک را متعهد نشدند و به دوش نکشیدند.
در آمریکا، افراد صاحب نظر چنین بحث می‌کنند که براساس برابری بین هر دو حزب توافق‌نامه‌ای تا سال ۱۹۷۳ بسته شده‌است.
چنین امکان وجود دارد که خاورمیانه توانایی بالایی در روبرویی با شوروی خواهد داشت که این مسئله از جمله نگرانی‌های آمریکاست. همچنین، گروه‌های سهیم و آژانس‌های دولتی که دربارهٔ انرژی نگران هستند برای سلطه جویی کسینجر مشکلی ندارند. در آمریکا، تولیدات، تقسیم‌بندی و شکستن قیمت به عنوان عوامل مؤثر و مسئول رکود اقتصادی در زمان تورم، کاهش تولیداتی و رشد پایین اقتصادی می‌باشند.
تحریم، تأثیرات منفی ای هم بر روی اقتصاد آمریکا داشته که منجر به تقاضای آنی و فوری در مخاطب قرار دادن تهدیدات به سمت امنیت آمریکا شده‌است. در سطح بین‌الملل، افزایش قیمت‌ها موقعیت رقابتی در بین صنایع مختلف از قبیل اتومبیل‌سازی را تغییر می‌دهد. مشکلات اقتصاد کلان شامل دو امر تأثیرگذار از قبیل تورم‌سازی و تورم زدایی است. تحریم باعث شده تا شرکت‌های نفتی به دنبال روش‌های نوین برای افزایش تسلیحات نفتی به ویژه در زمینه‌های ناهموار شمالی باشند. یافتن نفت و افزایش و توسعه اراضی جدید معمولاً ۵ تا ۱۰ سال قبل از تولید انبوه و قابل توجه نیاز دارد.
یکی از اعضای اوپک بیانگر افزایش ارزش و بهای ملی سازی سهام شرکت‌های نفتی بود. شایان ذکر است که شرکت آرام کو (Aramco) درعربستان سعودی در سال ۱۹۸۰ با مدیریت و رهبری وزیر نفت عربستان احمد زاکی یمانی ملی شد. همچنین کشورهای و ملیت‌های مختلف اوپک هم همین روند را دنبال کردند و درآمد کارتل افزایش یافت. کشور عربستان مجموعه‌ای از برنامه‌های توسعه ۵ ساله را در دستور کار خود قرار داد؛ که این امر مهم در سال ۱۹۸۰ با بودجه‌ای ۲۵۰ میلیارد دلاری آغاز بکار کرد. اعضای دیگر کارتل هم برنامه‌های توسعه اقتصادی زیادی را در دست انجام قرار دادند.
قیمت جزئی نفت و گاز در آمریکا از میانگین ۵/۳۸ نسبت در ماه می سال ۱۹۷۳ به ۱/۵۵ نسبت در ماه جون ۱۹۷۴ افزایش یافت. دولت‌های ایالتی از ساکنین شهرها و شهروندان درخواست کردند تا چراغ‌های کریسمس را بنا نکنند. ایالت ارگان کریسمس و چراغ‌های تبلیغاتی را ممنوع اعلام کرد. سیاستمداران هم برای برنامه‌های سهم بندی گاز و نفت ملی فراخوانده شدند. نیکسون از ایستگاه‌ها و پمپ بنزین‌ها درخواست کرد تا به‌طور داوطلبانه در شنبه شب و یکشنبه بنزین نفروشند، ۹۰ درصد از صاحبان پمپ بنزین‌ها با این درخواست موافقت کردند که منجر به پدید آمدن صف‌های طولانی شد.
تحریم در کل اروپا یکپارچه و منسجم نشد. از ۹ عضو اتحادیه اقتصادی اروپا (EEC) فقط هلند با تحریم کامل مواجه شد و انگلستان و فرانسه به‌طور تقریبی از فراورده‌های نفتی استفاده و بهره می‌بردند (به آمریکا اجازه استفاده از فرودگاه‌ها را ندادند و تسلیحات و فراورده‌ها را در کشورهای عربی و اسرائیل تحریم نمودند) که ۶ عضو دیگر به‌طور نسبی با دنیا تحریم‌ها روبرو شدند. انگلستان به‌طور سنتی با اسرائیل دوست بود و دولت هارولد ویلسون (Harold Wilson) از دولت اسرائیل در طی جنگ ۶ روزه حمایت کرد. تداوم و پیوستگی دولت تدهث (Ted Heath) در سال ۱۹۷۰ تغییر رویه و سیاست داد و از اسرائیل خواست تا مرزهای بدست آمده قبل از سال ۱۹۶۷ را پس بدهد.
اتحادیه اقتصادی اروپا (EEC) قادر به اتخاذ سیاست کلی در طی سال اول جنگ نبود و در ۶ نوامبر بیانیه‌ای را بعد از تحریم و افزایش قیمت نفت صادر کرد. این امر به‌طور گسترده‌ای به عنوان حمایت اعراب از خط فرانکو- بریتیش یا فرانسه- انگلیس در جنگ مطرح شد. اوپک بر حسب وظیفه تحریم را از روی تمامی اعضای اتحادیه اقتصاد اروپا برداشت. زیرا افزایش قیمت نفت به اندازه زیادی تأثیر بسزایی را درمقایسه با تحریم روی اروپا گذاشته بود.
انگلستان همچنین با اعتصاب و حمله معدن دارها و کارگران راه آهن در زمستان ۱۹۷۳ و ۱۹۷۴ روبرو شد که فاکتور اصلی در تغییر دولت محسوب می‌شد. (هث) Heath از بریتانیا درخواست نمود تا فقط یک اتاق را در خانه‌هایشان در طی زمستان گرم کنند. انگلستان، آلمان، ایتالیا، سوئیس و نروژ همگی پروازها، رانندگی و قایق‌سواری را در یکشنبه‌ها تحریم و ممنوع کردند. سوئد بنزین و گرمایش به وسیلهٔ نفت را سهمیه بندی کرد. هلند برای افرادی که بیش از سهمیه‌شان برق مصرف کردند، زندان در نظر گرفت.
چند ماه بعد، بحران کم‌تر شد. تحریم در ماه مارس ۱۹۷۴ بعد مذاکرات در اجلاس سران نفتی در واشینگتن برداشته شد اما تأثیرات آن در کل دهه ۱۹۷۰ باقی ماند. قیمت انرژی که به دلار بود دوباره در ادامه سال افزایش یافت و باعث ضعیف شدن موقعیت رقابتی دلار در بازار جهانی شد.

## کنترل قیمت و سهمیه بندی

### آمریکا
کنترل قیمت باعث وخیم شدن بحران در آمریکا شد. این سیستم قیمت «نفت قبلی و پیشین» را محدود نمود (همانی که بدست و کشف شده بود) درحالیکه به اکتشافات جدید نفتی این اجازه را می‌داد تا با قیمت بیشتری فروخته شوند تا باعث ایجاد اشتیاق برای سرمایه‌گذاری شود. قابل پیش‌بینی بود که «نفت قبلی» از بازار رفته رفته تهی شود و کمیابی عظیمی پدید آید. این قانون همچنین توسعه انرژی‌های دیگر و تنوع در انرژی را ترغیب نمود و نیز باعث افزایش اکتشافات نفتی بیشتر شد. کمیابی نفت توسط سهمیه بندی (همچون اکثر کشورها) حل می‌شد. ماشین سوارها با صف‌های بلند در اوایل تابستان سال ۱۹۷۲ در پمپ بنزین‌ها روبرو شدند که این امر تا تابستان ۱۹۷۳ رو به فزونی بود.
در سال ۱۹۷۳، نیکسون ویلیام ای سیمون (William E.Simon) را به عنوان اولین مدیر و متصدی دفتر فدرال انرژی منصوب کرد، برای همین سازمانی برای مدت کوتاهی شکل گرفت تا پاسخ به تحریم را اداره کند. سیمون (Simon) برای سال ۱۹۷۴ مقدار معینی از نفت خانگی را به ایالت‌ها اختصاص داد که در سال ۱۹۷۲ مصرف کرده بودند که برای ایالت‌هایی که جمعیت آن‌ها رو به رشد نبود این کار جواب داد. در ایالت‌های دیگر، صف طولانی پمپ بنزین‌ها امری عادی بود. انجمن اتومبیل آمریکا گزارش داد که در هفته آخر فوریه سال ۱۹۷۴، ۲۰ درصد از پمپ بنزین‌های آمریکا تهی از سوخت بودند.

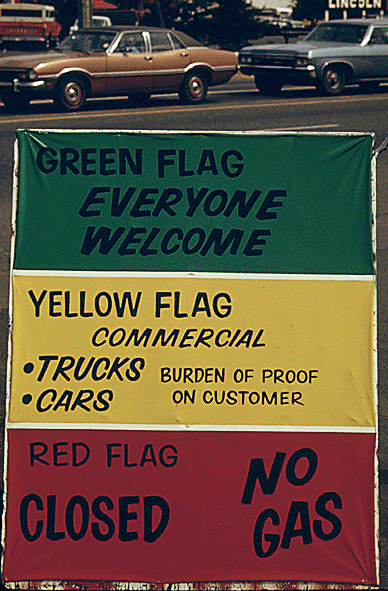
دلالان بنزین در ایالت ارگان علامت‌هایی را نشان می‌دادند که پرچم سیاسی را در زمستان سال ۱۹۷۳ و ۱۹۷۴ توصیف کرد.

سهمیه بندی زوج و فرد به خودروهایی که شماره آخر پلاک آن‌ها عدد فرد بود اجازه تردد می‌داد و اجازه می‌داد که روزهای فرد ماه بنزین خریداری کنند در حالیکه ماشین‌های دیگر فقط در روزهای زوج می‌توانستند بنزین بخرند.
در بعضی ایالت‌ها، سیستم پرچم ۳ رنگ استفاده می‌شد که دسترسی به خدمات پمپ بنزین را نشان می‌داد- رنگ سبز برای دسترسی بودن سهمیه بندی، رنگ زرد برای فروش محدود و سهمیه بندی شده و رنگ قرمز برای عدم موجودی بودند.

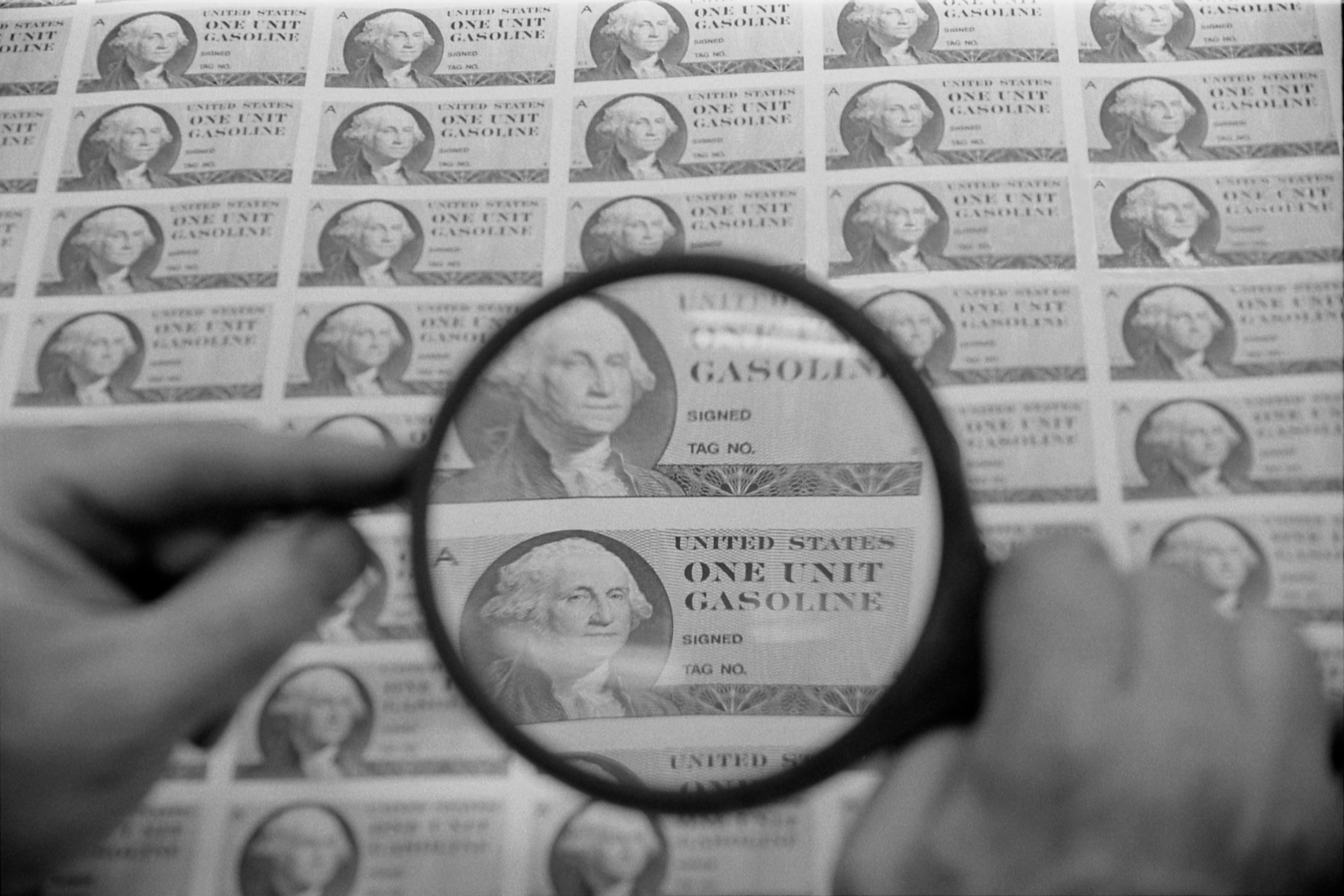
تمبر سهمیه بنزین توسط اداره چاپ و حکاکی در سال ۱۹۷۴ چاپ شد اما هیچوقت استفاده نشد.

سهمیه بندی منجر به رویدادهای خشونت‌آمیزی شد که رانندگان کامیون و ماشین‌های سنگین تصمیم گرفتند که برای دو روز در ماه سپتامبر سال ۱۹۷۳ ضربه‌هایی را به تدارکات و تسلیحات محدود شده‌ای که از جانب سیمون (Simon) برای صنعت اختصاص داده بود، بزنند. در ایالت پنسیل وانیا و اوهایو، رانندگان کامیون که این حملات را نکردند توسط رانندگان یاغی با ضربه گلوله مورد تهاجم قرار گرفتند و در ایالت آرکانزاس این رانندگان توسط بمب مورد حمله قرار می‌گرفتند.
آمریکا قیمت طبیعی و واقعی بنزین را از دهه ۱۹۵۰ کنترل کرده بود. با تورم ایجاد شده در سال ۱۹۷۰ قیمت به حدی پایین آمد که تمایلی برای کشف منابع و ذخایر جدید وجود نداشت. میزان پس‌انداز نفت و بنزین آمریکا رفته رفته از ۲۳۷ میلیارد در سال ۱۹۷۴ به ۲۰۳ میلیارد در سال ۱۹۷۸ کاهش یافت. کنترل قیمت تغییری را بخود ندید تا زمانی‌که رئیس جمهوری جرارد فورد (Gerard Ford) از کنگره آمریکا درخواست مجدد نمود.

## ذخیره‌سازی و کاهش تقاضا

### آمریکا
برای کمک به کاهش مصرف در سال ۱۹۷۴، محدودیت سرعت حداکثر ۵۵ مایل (معادل ۸۸ کیلومتر) طبق قانون و ماده ذخیره انرژی فوری و امرجنسی در بزرگ راه‌ها اعمال شد. توسعه و افزایش استراتژیک ذخیره نفت و پترولیوم در سال ۱۹۷۵ آغاز شد و در سال ۱۹۷۷ دپارتمان انرژی با هیئت وزرای یکسان ایجاد گردید و در پی آن قانون انرژی ملی در سال ۱۹۷۸ تصویب شد. در ۲۸ نوامبر سال ۱۹۹۵، بیل کلیتون قانون تخصیص بزرگراه‌های ملی و کشوری را مبنی بر خاتمه محدودیت سرعت ۵۵ مایل را امضاء کرد که به ایالت‌ها این اجازه را می‌داد تا محدودیت اکثر سرعت را به حالت اول برگردانند.
کشیدن ساعت به جلو در تابستان‌ها از ۶ ژانویه ۱۹۷۴ تا ۲۳ فوریه ۱۹۷۵ هم به انجام رسید. این امر با انتقادهای زیادی به همراه بود زیرا که کودکان مجبور می‌شدند قبل از طلوع آفتاب به مدرسه بروند. در نتیجه قانون قبلی در سال ۱۹۷۶ دوباره اعمال شد.

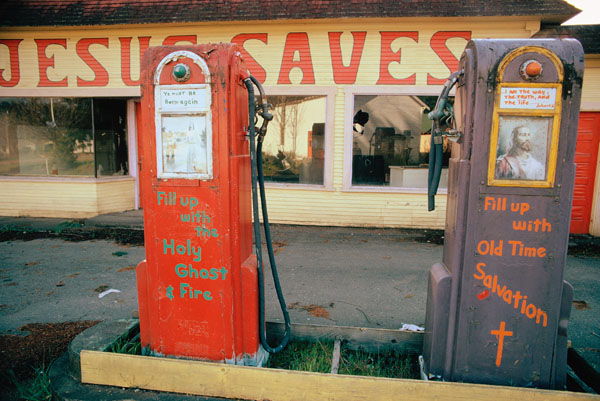
پمپ بنزین‌های رها شده در طی تحریم برای مصارف دیگر مورد استفاده قرار می‌گرفتند. این ایستگاه و پمپ بنزین در پورت لاچ، واشینگتن به مرکزی احیاء تبدیل شد.

این بحران، اطلاعیه و فراخوان ذخیره انرژی را به همراه داشت که شورای تبلیغات از اصطلاح و شعاری مبنی بر «سوخت گرانباش» استفاده کرد. اکثر روزنامه‌ها تبلیغاتی را به صورت بریده بریده انجام داد که به کلید برق وصل می‌شد که خوانده می‌شد «استفاده طولانی، نبودن روشنایی: سوخت گرانباش»
تا سال ۱۹۸۰، ماشین‌های لوکس با فاصله ۱۳۰ اینچی محور جلو و عقب و وزن تقریبی ۵۰۰/۴ پوندی (۰۴۱/۲ کیلویی) به هیچ عنوان ساخته نشد. ماشین‌سازها، فاز تولید خودروهای موتور جلو و محور عقب را در ماشین‌های کوچک به موتورهای سبک جلویی و محور جلو تغییر دادند. درصد زیادی از خودروها با موتور ۴ سیلندر کارآمد ساخته می‌شده و ترجیح داده می‌شوند.
اگرچه این قانون توسط قوه مقننه تصویب نشده بود اما گروه‌های ماشین‌های مسابقه‌ای به‌طور داوطلبانه شروع به ذخیره سوخت نمودند. در سال ۱۹۷۴، مسابقه ۲۴ ساعته دیتون کنسل شد و NASCAR مسافت تمامی مسابقات را ۱۰ درصد کاهش داد و نیز مسابقه ۱۲ ساعته سبرینگ هم کنسل شد.
در سال ۱۹۷۶، کنگره آمریکا برنامه عایق بندی خانه‌ها را ایجاد کرد تا به خانوارهای کم درآمد و مستأجران کمک کند میزان مصرف و تقاضا را برای گرمایش و سرمایش را برای عایق‌گذاری بهتر کمتر کند.

### سایر انرژی‌ها
بحران انرژی منجر به انرژی تازه و جایگزین شد و منجر به سرعت گرفتن تحقیقات روی انرژی خورشیدی و بادی گردید. همچنین فشار زیادی را برای استخراج منابع نفتی شمال آمریکا و افزایش وابستگی غرب به زغال سنگ و انرژی هسته‌ای را در پی داشت. علاقه به ترانزیت انبوه هم افزایش یافت.
در استرالیا، گرمایش توسط نفت به عنوان سوخت مناسب برای گرمایش زمستانی محسوب نمی‌شد. اکثر بخاری‌های نفتی که از اواخر دهه ۱۹۵۰ تا اوایل دهه ۱۹۷۰ محبوب بودند، دیگر از رده خارج محسوب می‌شوند. کیت‌هایی که به بخاری اجازه استفاده از گاز طبیعی و پارافین را می‌داد به بازار ارائه شدند. دولت برزیل از پروالکل در سال ۱۹۷۵ استفاده می‌کرد که مخلوطی از اتانول با بنزین بود که برای مصرف سوخت اتومبیل استفاده می‌شد.
اسرائیل از جمله کشورهایی بود که تحت تأثیر تحریم قرار نگرفت، زیرا نفت کافی را از کوه سینا استخراج می‌کرد. اما با اجرای شبکه مالیاتی اسرائیل، هاری زوی تابور (Harry Zvi Tabor)، پدر صنعت خورشیدی اسرائیل، پروتوتایپی برای بخاری‌های خورشیدی آبی ایجاد شد که هم‌اکنون این بخاری‌ها در ۹۰ درصد خانه‌های اسرائیلی استفاده می‌شوند.

### اقتصاد کلان
بحران فاکتور اصلی در تغییر اقتصاد ژاپن در صنایع متمرکز نفتی محسوب می‌شد. سرمایه‌گذاری به صنایعی از قبیل برق و الکتریسیته تغییر رویه داد، خودرو سازان ژاپنی از این بحران منافع زیادی بردند. افزایش قیمت نفت و سوخت آنها را ترغیب به ساخت مدل‌های کوچک با مصرف پایین کرد تا بازار را از چنگ رقبای آمریکایی خود که مصرف سوخت بالایی داشتند، درآورد. این امر موجب افت در فروش اتومبیل آمریکایی تا دهه ۱۹۸۰ شد. بانک‌های مرکزی غربی شدیداً تصمیم گرفتند تا میزان سود و بهره بانکی را کاهش دهند تا باعث رشد شوند و تصمیم گرفتند که تورم دومین دغدغه آن‌ها بشود. اگرچه این امر ارتودکسی از اقتصاد کلان در آن زمان بود، اما نتایج حاصله اقتصاددان‌ها و بانک‌های مرکزی سورپرایز نمود. این سیاست در حال حاضر توسط برخی مورد نظر قرار می‌گیرد تا تأثیرات منفی تحریم را عوض کند و عمیق‌تر نماید. تحقیقات اخیر بر این ادعا هستند که در دوره‌ای بعد از سال ۱۹۸۵ صنعت نسبت افزایش قیمت انرژی بسیار انعطاف‌پذیرتر شد.
شوک قیمتی رکود و کسری مالی زیادی را در اقتصاد وارداتی نفت ایجاد کرد. مکانیزم چرخه نفت به دلار ایجاد شده بود اگرچه بودجه مازاد اوپک در بازار اصلی در غرب کانال ایجاد کرده بود تا رکود و کسری مالی را اداره و حسابرسی نماید. شکل‌گیری این مکانیزم نیازمند آرامش کنترل سرمایه در اقتصاد وارداتی نفت بود. این امر آغاز رشد ناگهانی بازار سرمایه‌گذاری غرب شد.
اکثر افرادی که به شرکت‌های نفتی شک و تردید دارند بر این باورند آن‌ها از قبال اوپک سود و بهره می‌برند و با اوپک ساخت و پاخت می‌کنند. در سال ۱۹۷۴، ۷ تا از ۱۵ شرکت مطرح فرچون (Fortune)، شرکت‌های نفتی بودند که در سال ۲۰۱۴ به ۴ عدد نزول پیدا کردند.

## روابط بین‌المللی

### آمریکا
سیاست‌های جنگ سرد آمریکا از تحریم‌ها رنجش پیدا کرد. آن‌ها روی چین و جماهیر شوروی توجه کرده بودند اما جدال‌های قبلی و کهنه با برتری آمریکا از جانب کشورهای جهان سوم در راه بود.

### ناتو
اروپای غربی تغییراتی را از سیاست‌های اسرائیلی به سیاست‌های اعراب آغاز کرد. این تغییرات اتحادیه غرب را خسته کرده بود. آمریکا که فقط ۱۲ درصد نفت مصرفی خود را از خاورمیانه تأمین می‌کرد (در مقایسه با ۸۰ درصد اروپایی‌ها و ۹۰ درصد ژاپن) همچنان بر سر حوزه حمایتی از اسرائیل پایبند بود. مقدار درصد نفتی آمریکا که از مرزهای خلیج فارس تأمین می‌شود هنوز بعد از دهه‌های زیاد پابرجاست که در مقایسه با ۱۰ درصد در سال ۲۰۰۸ تا حدی افزایش یافته‌است.
با تحریم در منطقه، بسیاری از کشورهای توسعه یافته سیاست‌های خود را براساس جدال و جنگ بین اعراب و اسرائیل تغییر دادند. این امر شامل انگلستان می‌شد که به آمریکا اجازه استفاده از پایگاه‌های انگلیسی را نمی‌داد و به قبرس هم اجازه فرستادن تسلیحات به اسرائیل را نمی‌داد که جزء اعضای آخرین اتحادیه اروپا بود.
کانادا هم به سمت موقعیت سیاسی اعراب تغییر رویه داد که نارضایتی‌هایی را به سمت کانادا که کشور بی‌طرفی بود سوق داد. بعبارت دیگر، بعد از تحریم، دولت کانادا سریعاً به سمت موقعیت اعراب کشیده شد با وجود اینکه دارای وابستگی بسیار کمی به خاورمیانه بود.

### ژاپن
اگرچه ارتباطات تاریخی کمی با خاورمیانه داشت، اما ژاپن کشوری بود که به نفت اعراب نیاز مبرم داشت. ۷۱ درصد نفت وارداتی آن‌ها از خاورمیانه در سال ۱۹۷۰ تأمین می‌شده، در ۷ نوامبر سال ۱۹۷۳، دولت عربستان و کویت، ژاپن را کشوری غیردوستانه خواند تا این کشور را ترغیب کند که سیاست‌های خود را تغییر دهد. آن‌ها تولید خود را ۵ درصد در ماه دسامبر کاهش دادند که موجب رعب و ترس شد. در ۲۲ نوامبر، ژاپن بیانیه‌ای صادر کرد: چنین مدعی شده‌اند که اسرائیل باید دست از تمامی مرزهای خود در سال ۱۹۶۷ بکشد و در حمایت از آوارگان فلسطین، اسرائیل را تهدید به آشتی کرد که اسرائیل این پیش شرط را نپذیرفت. در ۲۵ دسامبر، ژاپن به عنوان ایالت «عرب دوست» و دوست اعراب شناخته شد.

### کشورها و ملت‌های غیر هم‌پیمان
تحریم نفت یک ماه بعد از کودتای نظامی در شیلی که توسط ژنرال آگوستو پینوشه در برابر رئیس‌جمهوری سوسیالیست سالوادور آلنده در ۱۱ سپتامبر سال ۱۹۷۳ انجام شد، آغاز گردید. پاسخ مدیران نیکسون، پیشنهاد به دو برابر کردن فروش تسلیحات نظامی بود. در نتیجه مخالفت با بلاک آمریکایی لاتین سازمان دهی شد و در بخشی از دولت ونزوئلا سهیم شد که بین سال‌های ۱۹۷۰ تا ۱۹۷۵، ۴ برابر شد.
یکسال بعد از شروع تحریم، بلاک ناهم پیمان سازمان ملل راه ملی را ارائه کرد که پیشنهاد تأسیس «نظام و نرم اقتصاد نوین بین‌المللی» را ارائه کرد که در آن جنوب باید سهم بیشتری از منافع بدست آمده از استخراج منابع جنوبی ببرد و کنترل بیشتری روی توسعه شخصی داشته باشد.

### دولت‌های عربی
قبل از تحریم، رقابت ژئوپولیتیکی بین جماهیر شوروی و ایالات متحده در ارتباط با کاهش قیمت نفت که ضرورت و امکان دسترسی به منابع انرژی دیگر را به خطر می‌انداخت، ایالت‌های عربی با امنیت مالی خوبی همراه بودند که رشد متعادل اقتصادی و قدرت مالی و کاهش بین‌المللی قیمت به‌طور غیرمتناجس در دست داشت.
شوک نفتی روابط بین کشورهای عربی و آمریکا و جماهیر شوروی را دچار مشکل کرد و در همان زمان، سوریه، مصر و عراق با جماهیر شوروی متحد شدند درحالیکه عربستان سعودی، ترکیه و ایران (به اضافه اسرائیل) با آمریکا پیمان بستند. دو دلی در متحد شدن منجر به حمایت بیشتر از جانب قدرت‌های برتر می‌شود.
وقتی انوار سادات رئیس جمهور مصر در سال ۱۹۷۰ شد، او متخصصان شوروی را از مصر بیرون کرد و دوباره به سمت آمریکا تغییرسیاست داد. توجه و نگرانی دربارهٔ سلسله اقتصادی صورت گرفته و افزایش یافته از جانب تولید نفت شوروی منجر به ایجاد ترس از حمله نظامی بعد از حمله شوروی به افغانستان در سال ۱۹۷۹ شد که همین امر باعث سوق پیدا کردن خلیج فارس به سمت آمریکا شد تا امنیت خود را در مقابل فعالیت‌های نظامی شوروی گارانتی و ضمانت کند.
حملات شوروی به افغانستان تنها یک نشانه از عدم امنیت در منطقه بود که منجر به افزایش فروش اسلحه، تکنولوژی و حضور نظامی آمریکا می‌شد. عربستان سعودی و ایران به‌طور فزاینده‌ای به امنیت آمریکا برای مدیریت تهدیدهای داخلی و خارجی وابسته شده بودند که شامل افزایش رقابت نظامی بین آن‌ها بر سر افزایش قیمت نفت بود. هر دو کشور برای مهم شدن و مطرح شدن در خلیج فارس با هم رقابت می‌کردند و از افزایش قیمت نفت استفاده می‌کردند تا بودجه‌ای را به ارتش اختصاص بدهند. در سال ۱۹۷۹ خریدهای نظامی عربستان از آمریکا ۵ برابر اسرائیل شد.
انگیزه بعدی برای خرید انبوه تسلیحات کشور غیرعربی و شیعه در دست بگیرد که بعدها این حکومت جای خود را به دولت اسلامی تحت رهبری آیت اله خمینی در انقلاب ایرانی سال ۱۹۷۹ داد. عربستان کشور عرب است که به‌طور گسترده و زیادی مسلمان سنی تحت دستور و حمایت خانواده سلطنتی را دارا می‌باشد. با ظهور انقلاب ایران، عربستان مجبور به تقابل با منافع عدم پایداری داخلی توسط تندروهای اسلامی شد که این امر به سرعت با ساخت مسجد بزرگ در مکه توسط وهابیون تندرو در نوامبر سال ۱۹۷۹ شکل گرفت و شیعه‌ها با پشتوانه غنی نفتی منطقه آل حسی در عربستان در ماه دسامبر همان سال دست به شورش زدند. در نوامبر سال ۲۰۱۰، ویکی لیک دیپلماسی محرمانه مربوط به آمریکا را برملا کرد که پادشاه عربستان عبداله آمریکا را وادار به حمله به ایران کرد تا پتانسیل برنامه سلاح هسته‌ای ایران را تخریب کند و ایران را به عنوان «ماری خواند که سرش باید بدون معطلی بریده شود.»

## صنعت اتومبیل‌سازی
بحران نفت علامتی را به سمت صنعت جهانی خودروسازی فرستاد که باعث تغییراتی در اکثر موارد تولیدی و استفاده از آن را برای دهه‌های مختلف به همراه داشت.

### اروپای غربی
بعد از جنگ جهانی دوم، اکثر کشورهای اروپای غربی مالیاتی را برای سوخت تعیین کردن تا واردات را محدود کنند و در نتیجه اکثر ماشین‌ها در اروپا کوچکتر و مقرون به صرفه تر از ماشین‌های آمریکایی ساخته شدند. تا اواخر دهه ۱۹۶۰ افزایش درآمدها حامی افزایش سایز خودروها بود.
بحران نفت، خریدارانماشین‌های اروپای غربی را از ماشین‌های بزرگ با عدم توجیه اقتصادی دور کرد. از قابل توجه‌ترین این پیامدها، افزایش جمعیت ماشین‌های هاچ بک بود. تنها ماشین هاچ بک کوچک اولین بار در اروپای غربی ساخته شد که قبل از بحران نفت بو از قبیل پژو ۱۰۴، رنو ۵ و فیات ۱۲۷. با خاتمه این دهه، بازار با معرفی فورد فی استا، اپل کادت، کریسلر سان بیم و سیترون ویسا گسترش یافت.
خریداران ماشین‌های بزرگ به سمت ماشین‌های هاچ بک سایز متوسط کشیده شدند. با اتمام این دهه آن‌ها این ماشین‌ها را به تدریج جایگزین ماشین‌های بزرگ کردند. بین سال‌های ۱۹۷۳ تا ۱۹۸۰ ماشین‌های هاچ بک متوسط در کل اروپا آغاز بکار کردند: کریسلر/ سیمکا هوریزون، فیات ریتمو، فورد اسکورت MK3، رنو ۱۴، ولوو ۳۴۰/۳۶۰، اپل کارت و گلف ولسو وگوون.
این ماشین‌ها به‌طور قابل ملاحظه‌ای از ماشین‌های قدیمی مقرون به صرفه تر بودند، آن‌ها خریدارانی را که ماشین‌های بزرگ خریده بودند را به خود جلب می‌کردند. ۱۵ سال بعد از تحریم نفت، ماشین‌های هاچ بک اکثر کشورهای اروپایی را تحت سلطه خود قرار داده بودند و سهم زیادی از بازار خودرو را بخود اختصاص دادند.

### آمریکا
قبل از بحران انرژی، ماشین‌های بزرگ، سنگین و قدرتمند بسیار محبوب بودند. در سال ۱۹۷۱، استاندارد موتور در شورلت کاپریس ۵/۶ لیتری بود. میزان فاصله بین محورها ۵/۱۲۱ اینچ (۰۹۰/۳ میلی‌متر) و تست جاده‌ای مصرف موتور با شورلت ایمپالا یکسان بود که هر دو بیشتر از ۱۵ لیتر در هر مایل مصرف می‌کنند.
اما بحران تقاضا را برای این ماشین‌ها کم کرد. واردات ژاپنی مخصوصاً تویوتا کورونا، تویوتا کورولا، داتسون B210، داتسون ۵۱۰، هوندا سیویک، میتسوبیشی گالانت، سوبارو DL و بعدها هوندا آکورد که همگی ۴ سیلندر بودند. از لحاظ مصرف سوخت بسیار به صرفه تر از ماشین‌های آمریکایی V8، ۶ سیلندر بودند. واردات هوندا و سوبارو به نوعی با محوریت ۴ چرخ پیشروی بازار بود چونکه استانداردهای موجود را دارا بود.
از اروپا، ولسووگون بیتل، ولسووگون فست بک، رنو ۸، رنو لی کار و فیات براوا بسیار موفق بودند. ایالت دیتروید با فورد پینتو، فورد ماوریک، شورلت وگا، شورلت نودا، پلی مانس والیانت، پلی مانس و ولار توانست موفقت‌هایی کسب کند. آمریکا موتور هم توانست مدل‌های گرملین، هورنت و پیسر را ارائه کند.
برخی از خریداران از سایز کوچک ماشین‌های ابتدایی و اولیه ژاپنی زیاد استقبال نکردند و طرفدار تویوتا و نیسان شدند چونکه ماشین‌های بزرگتری مانند تویوتا کورونا مارک ۲، تویوتا کرسیدا، فردا۶۱۶ و داتسون ۸۱۰ معرفی کرد که فضای بیشتری را دارا بودند و کولر، قدرت بالای فرمان، رادیو AM و FM، شیشه‌های برقی و قفل مرکزی را در آن‌ها گنجانده بودند که اینها بدون افزایش قیمت در خودرو صورت نگرفتند. یک دهه بعد از بحران نفت ۱۹۷۳، هوندا، تویوتا و نیسان که تحت تأثیر محدودیت صادرات داوطلبانه ۱۹۸۱ قرار گرفتند که این محدودیت واردات انبوه بازار خودروسازی را در تنگنا قرار داده بود، باعث شدند که بازار ماشین‌های لوکس آمریکا رونق بگیرند ماشین‌هایی مانند آکورا، لکسوز و اینفینیتی.
وانت‌هایی مانند تویوتا هایلوکس و داتسون که دنباله رو و مقلد مزدا وانت و ایسوزو شورلت LVV بودند به بازار معرفی شدند. میتسوبیشی ماشین‌های Forte خود را به عنوان دادج D-50 مدتی بعد از بحران نفت مجدداً به بازار معرفی کرد. مزدا، میتسوبیشی و ایسوزو با فورد، کریسلر و ژنرال موتور پیمان همکاری بستند. دیری طول نکشید که بازارهای آمریکایی در گروی ماشین‌های داخلی قرار نگرفتند که سیاست‌های واردات خودرو را معطوف خود کرد.
با افزایش واردات خودرو به شمال آمریکا شرکت‌های فورد، ژنرال موتور و کریسلر مجبور شدند تا ماشین‌های کوچکتر با مصرف سوخت پایین‌تر را برای فروش ارائه کنند. دادج اومنی، پلی مانس هوریزون از طرف کریسلر، فورد فی استا و شورلت شوت همگی ۴ سیلندر شدند و تا دهه ۱۹۷۰ ۴ سرنشین گشتند. در سال‌های ۱۹۸۵ میانگین مصرف خودروهای آمریکایی از ۴/۱۷ مایل در مقایسه با ۵/۱۳ در ۱۹۷۰ رسید؛ و افزایش قیمت نفت برای هر بشکه ۱۲ دلار همچنان از سال ۱۹۷۴ تا ۱۹۷۹ باقی ماند. فروش ماشین‌های بزرگ با دو مدل در سال ۱۹۷۳ همراه با بحران نفت دوباره صورت گرفت. کادیلاک رویل، بیوک الکترا، اولد موبایل ۹۸، لینکون کانتیننتال، مرکوری مارکز و ماشین‌های لوکس دیگر دوباره شاهد محبوبیت ماشین‌های بزرگ در میانه سال ۱۹۷۰ بودند. تنها مدل سایز کامل ای که هنوز با قیمت پایین‌تر مانند شورلت بل ار و فورد گلکسی ۵۰۰ ارائه نشدند. مدل‌های کوچک‌تر و متوسط مانند اولد موبایل کاتلس، شورلت مونت کارلو، فورد تاندربرد و مدل‌های دیگر فروش خوبی داشتند. واردات مقرون بصرفه با خودروهای سنگین و گران با موفقیت همراه بود. در سال ۱۹۷۶ تویوتا ۳۴۶٬۹۲۰ ماشین را بفروش رساند درحالیکه کادیلاک ۳۰۹٬۱۳۹۰ خودرو را بفروش رساند.
استانداردهای امنیتی فدرال مانند استاندارد امنیت خودرو موتور فدرال NHTSA که مربوط می‌شد که گرگیل و ماشین‌هایی مانند موستانک همگی موظف بودند که از شاخصه‌های خودرو چیزی کم نکنند. در سال ۱۹۷۷ ماشین‌های ژنرال موتور خود نماد بحران شدند. در سال ۱۹۷۹ تمامی ماشین‌های بزرگ آمریکایی موتورهای کوچک و فضای خارجی کوچکتر را به ماشین‌ها اضافه کردند. کریسلر جلوی تولید ماشین‌های بزرگ لوکس را در اواخر سال ۱۹۸۱ گرفت و در سال ۱۹۸۲ وارد ماشین‌های محور جلو شد.

## افتاوپک
اوپک خیلی زود موقعیت خود را در سال ۱۹۸۱ از دست داد و تولیدات آن در گروی کشورهای دیگر قرار گرفت. بعلاوه، اعضای آن از هم جدا شدند. عربستان که درصدد احیای سهام بازار بود تولیدات خود را افزایش داد و باعث کاهش قیمت شد و سود خود را معطوف تولید بیشتر کرد. قیمت جهانی که در طی بحران انرژی ۱۹۷۹ به اوج خود رسیده بود در حدود ۸۰ دلار در هر بشکه، در طی دهه‌های ۱۹۸۰ به بشکه‌ای ۳۸ دلار کاهش یافت. قیمت واقعی نفت تقریباً به سطح قبل از بحران ۱۹۷۳ رسیده بود. این قیمت فروش برای کشورهای مصرف‌کننده چه کشورهای توسعه یافته و چهکشورهای در حال توسعه همگی به نوعی زودگذر بود.
تحریم راه را برای اکتشاف انرژی در آلاسکا، دریای شمال، دریای خزر و کائوکاسوز باز و هموار کرد. اکتشاف در دریای خزر و سیبریا بسیار سودمند و پرفایده بود. همکاری متقابل به نوعی دشمنی و رقابت تبدیل شد و در این حین جماهیر شوروی میزان تولیدات خود را افزیش داد. در سال ۱۹۸۰ جماهیر شوروی بزرگترین تولیدکننده نفت جهان به‌شمار می‌رفت.
بخشی از کاهش قیمت، قدرت اقتصادی و ژئوپولیتیکی اوپک بخاطر تغییر رویه به سمت منابع انرژی دیگر بود. اوپک روی قیت غیرقابل انعطاف و تغییر تکیه کرده بود تا مصرف بالای انرژی کنترل کند اما متوجه شد که ذخیره و منابع دیگر سرانجام دچار کاهش تقاضا می‌شوند. تولید برق ار انرژی هسته‌ای و گاز طبیعی، گرمایش خانه توسط گاز طبیعی و ترکیب بنزین و اتانول همگی تقاضای استفاده از نفت را کاهش داد.
افت قیمت مشکل جدی ای را برای کشورهای تولیدکننده نفت در شمال اروپا و خلیج فارس به همراه داشت. کشورهای پرجمعیت و فقیر که اقتصادشان به نفت وابسته است مانند مکزیک، نیجریه، الجزایر و لیبی خود برای این تغییر رویه آماده نکرده بودند که آن‌ها را در موقعیت ناامیدی قرار داد.
زمانی که تولید زیاد و کاهش تقاضا در بازار جهانی در اواسط سال ۱۹۸۰ در هم تنیده شدند. قیمت نفت سرازیر شد و کارتل اتحاد خود را از دست داد. مکزیک، نیجریه و ونزوئلا که اقتصادشان در سال ۱۹۷۰ رشد یافت دچار ورشکستگی شدند و قدرت اقتصادی عربستان به‌طور محسوسی نزول کرد. جدایی‌های ایجاد شده بین اوپک فعالیت‌های یکنواخت و یکپارچه را دچار مشکل کرد. اوپک تا سال ۲۰۱۵ هرگز نتوانست به جایگاه اولیه خود دست پیدا کند.